# سرنمون‌های سامانه
سرنمون سامانه (به انگلیسی: System archetype) یا الگوهای بنیادین تحلیل سیستم یا کهن‌الگوهای سیستمی، الگوهایی هستند که مبنای مطالعه رفتار یک سامانه قرار می‌گیرند؛ بنابراین سیستم‌هایی که توسط دایره‌های علیت بیان می‌شوند ساختار مشابهی دارند. بر اساس این الگوها، می‌توان انتظار داشت که سامانه‌ها، بر اساس نمودار علیت حلقوی‌شان ساختار مشابهی داشته باشند. با شناسایی کهن‌الگو و یافتن اهرم، می‌توان در سامانه تغییرات مفیدی ایجاد کرد. ماهیت طبیعی رویدادهای طبیعی این است که هیچ علتی نمی‌تواند بر گذشته تأثیر بگذارد، اما در کهن‌الگوهای سیستمی، یک علت می‌تواند بر اثرات قبل از خود تأثیر بگذارد.

## نمودار علیت حلقوی
ایده اصلی تفکر سیستمی این است که هر عملی باعث ایجاد واکنش می‌شود. در پویایی‌شناسی سیستم‌ها به این واکنش بازخورد می‌گویند. دو نوع بازخورد وجود دارد - بازخورد تقویت‌کننده و بازخورد متعادل‌کننده. گاهی یک بازخورد (یا یک واکنش) بلافاصله رخ نمی‌دهد؛ بلکه با تأخیر همراه می‌شود. هر سامانه‌ای را می‌توان به‌عنوان یک نمودار با نمودارهای علیت حلقوی ترسیم کرد.
بازخورد تقویت‌کننده هر روندی را که یک فرایند داشته باشد، تسریع می‌کند؛ اگر روند صعودی باشد، رشد را، و اگر روند نزولی باشد، کاهش را سرعت می‌بخشد. ریزش بهمن نمونه‌ای از فرایند بازخورد تقویت‌کننده است.
بازخورد متعادل‌کننده یا بازخورد تثبیت‌کننده، در شرایطی کاربرد پیدا می‌کند که یک «وضعیت مطلوب» وجود داشته باشد. فرایند متعادل‌سازی، به‌دنبال کاهش شکاف بین وضعیت فعلی و وضعیت مطلوب است. بازخورد متعادل‌کننده (منفی)، وضعیت فعلی را، صرف‌نظر از این که روند نزولی یا صعودی باشد، به وضعیت مطلوب اصلاح می‌کند. نمونه‌ای از فرایند بازخورد متعادل‌کننده، حفظ تعادل دوچرخه در هنگام دوچرخه‌سواری است.
وجود تأخیر در مشاهده بازخوردِ اقدامات در سامانه‌ها باعث می‌شود افراد اثر اقدامات را اشتباه متوجه شوند. این امر باعث ارزیابی کمتر یا بیشتر از حدِ اثر یک اقدام می‌شود و عدم تعادل، ناپایداری یا حتی خرابی را در پی دارد.

## الگوهای بنیادین

### محدودیت‌های رشد

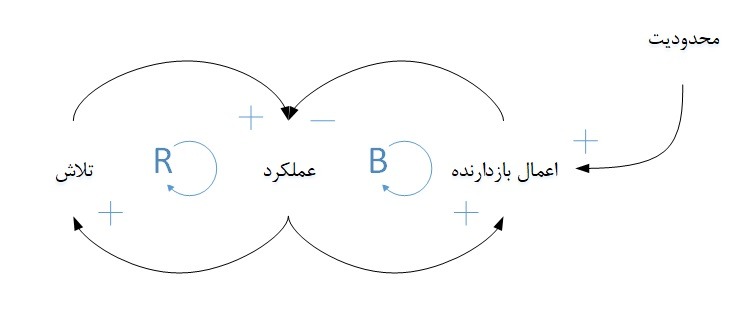
محدودیت‌های رشد

در یک حلقه بازخورد تقویت‌کننده، رشد فرآیند تا زمانی که سامانه به اوج خود برسد ادامه پیدا می‌کند. اما دیر یا زود، محدودیت‌های داخل یا خارج از سیستم باعث توقف روند می‌شوند. در صورتی که عوامل بازدارنده به درستی شناسایی نشوند، سیستم قادر به ادامه روند رشد خود نخواهد بود. بنابراین راه حل، شناسایی و از بین بردن محدودیت و عوامل بازدارنده است.

### راه حل‌های شکست‌خورده

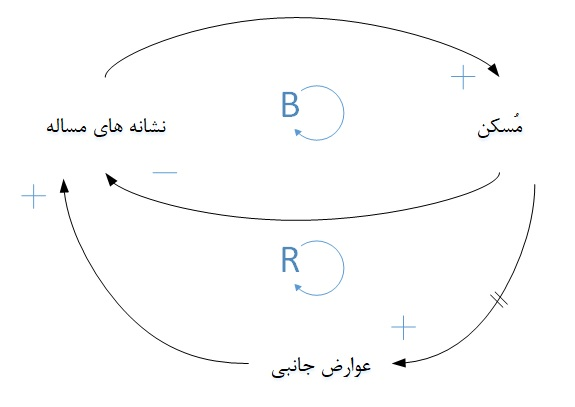
راه حل‌های شکست‌خورده

این الگو، از دو قسمت تشکیل شده‌است. قسمت اول، نشان‌دهنده مساله‌ای است که نیازمند راه حل است؛ مثلا جزئی از سیستم در مسیر درست قرار ندارد. برای حل مساله، از راه حلی استفاده می‌شود که در این حلقه، مُسکّن نامیده می‌شود و می‌تواند نشانه‌های مساله را بهبود بخشد. جزء دیگر این الگو، تاخیر است؛ مدتی طول می‌کشد تا عوارض جانبی ناشی از به‌کارگیری راه حل مسکن، خودش را نشان دهد. این عوارض، گاهی برگشت‌ناپذیر است و تا قبل از کشف شدن، تاثیر منفی زیادی را در سیستم بر جای گذاشته‌است.

### انتقال فشار

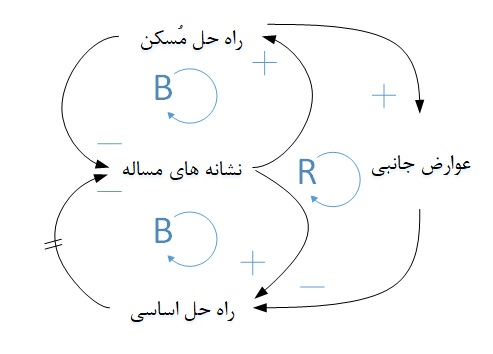
انتقال فشار

الگوی انتقال فشار با یک مساله شروع می‌شود که با تجویز راه حل‌های مسکن، نشانه‌های آن کاهش می‌یابد و یا برای مدتی محو می‌شود. بنابراین به نظر می‌رسد که مشکل حل شده‌است و نیازی به تمرکز برای حل آن مساله نیست. راه حل مسکن، به نوبه خود دارای عوارض جانبی هستند. راه حل اساسی، راه حلی است که مساله را به طور ریشه‌ای حل می‌کند اما مستلزم صرف منابع و زمان بیشتری است و تاثیر آن بر نشانه‌های مساله، با تاخیر آشکار می‌شود. با اجرای راه حل‌های مسکن و تشدید عوارض جانبی، توانایی سیستم برای تمرکز بر راه حل اساسی کاهش می‌یابد.
ساختار الگوی اساسی انتقال فشار، یک مدل توسعه‌یافته‌تر از الگوی اساسی «راه حل‌های شکست‌خورده» است.

### تنزل اهداف

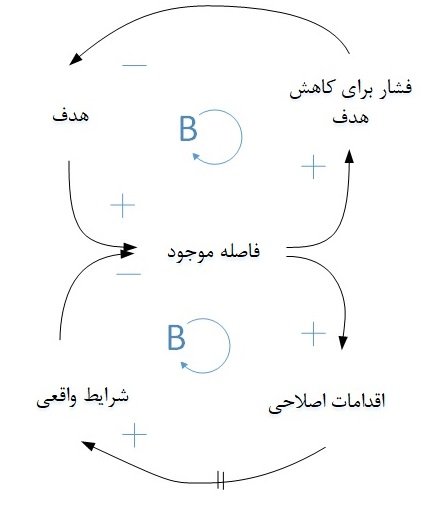
تنزل اهداف

این حلقه در زمانی قابل تشخیص است که فاصله‌ای بین هدف و عملکرد سازمان وجود داشته باشد. در چنین مواقعی، راه حل منطقی، تعیین اقدامات اصلاحی برای بهبود عملکرد سازمان است. اما انجام چنین اقداماتی، مستلزم صرف زمان و منابع است و گاهی مدیران برای انجام چنین اقداماتی، انگیزه لازم را ندارند. بنابراین به جای این کار، سعی می‌کنند با کاهش دادن اهداف، فاصله موجود را کم کنند. این الگو، در جهت عکس نیز می‌تواند عمل کند؛ به این ترتیب که با نزدیک شدن عملکرد سازمان به اهداف، مدیران اهداف را ارتقا دهند.

### تشدید

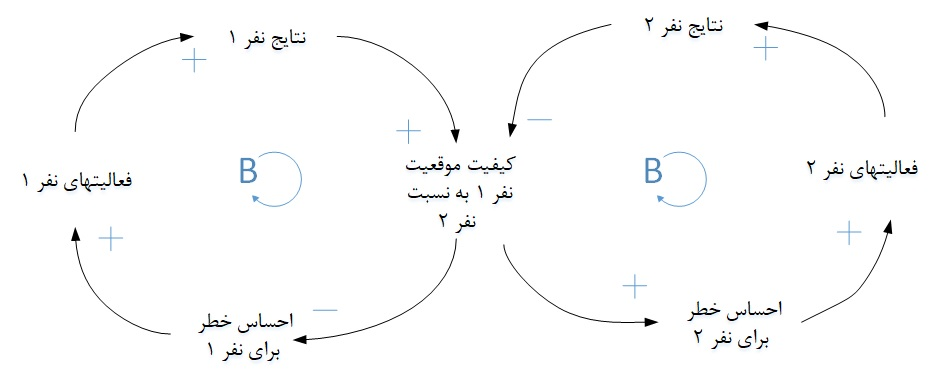
تشدید

### فاجعه منابع مشترک

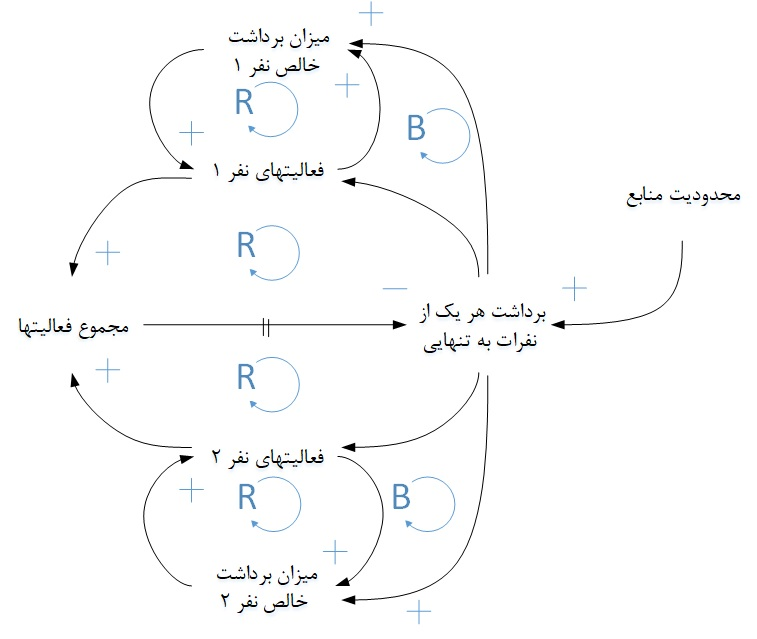
فاجعه منابع مشترک

### دشمنی تصادفی

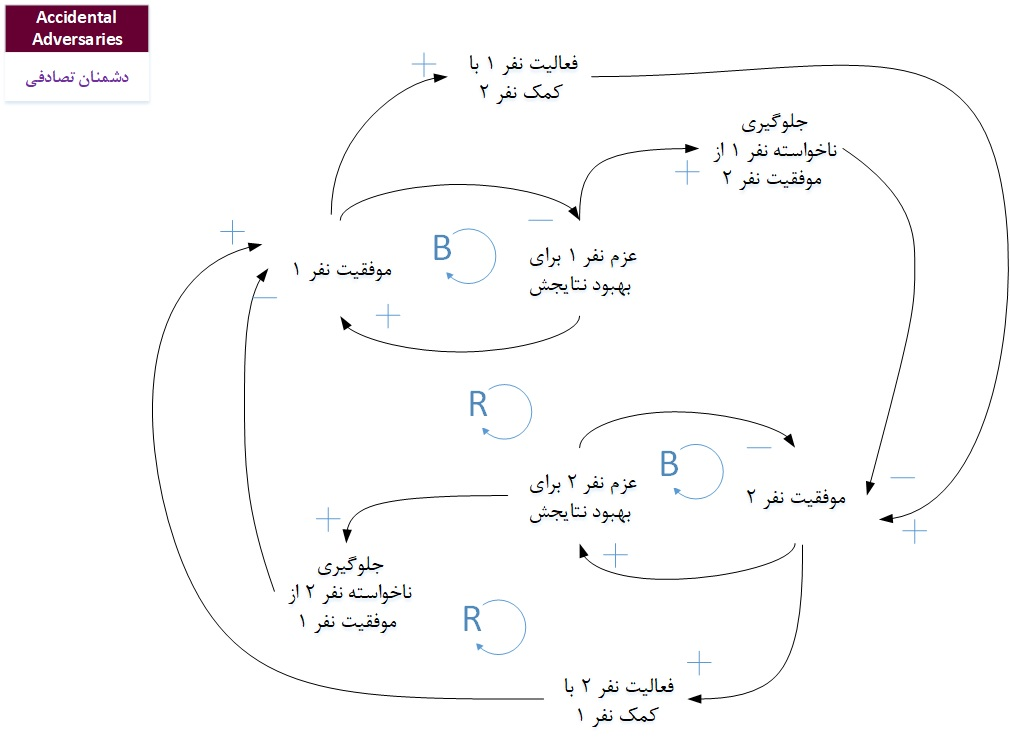
دشمنی تصادفی

### اصل جذابیت

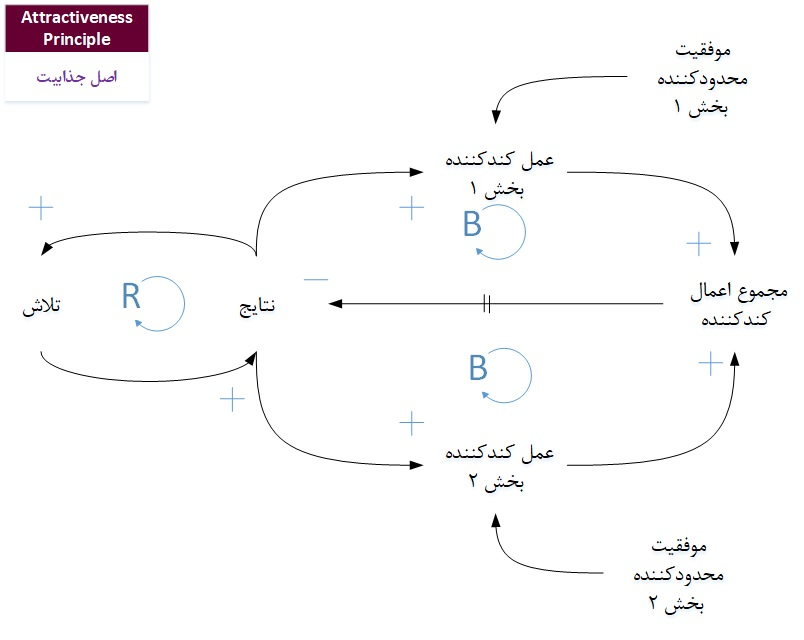
اصل جذابیت

### موفقیت برای موفق‌ها

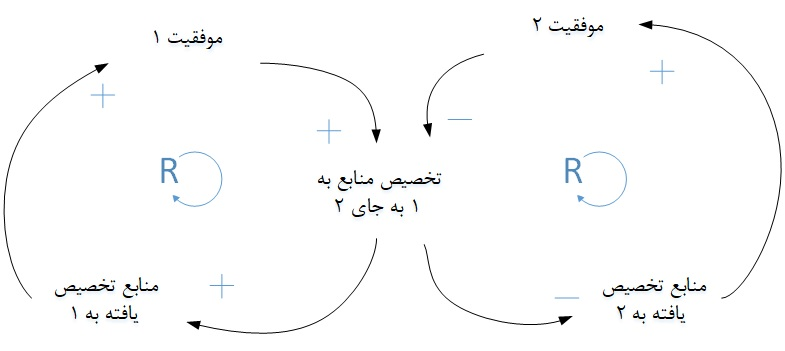
موفقیت برای موفق‌ها

در این الگو، دو یا چند بازیگر بر سر دریافت منابع (مثلا سرمایه) با هم رقابت می‌کنند. بازیگری که در ابتدا، به هر دلیل، منابع بیشتری در اختیار داشته باشد، از شانس بیشتری برای موفقیت کامل برخوردار است؛ چون می‌تواند بازدهی بیشتری داشته باشد و مدیران یا تصمیم‌گیرندگان را متقاعد کند که نسبت به سایر بازیگران، منابع بیشتری در اختیارش بگذارند. بنابراین موفقیت این بازیگر در بستر زمان تشدید می‌شود.

### رشد و کمبود سرمایه‌گذاری

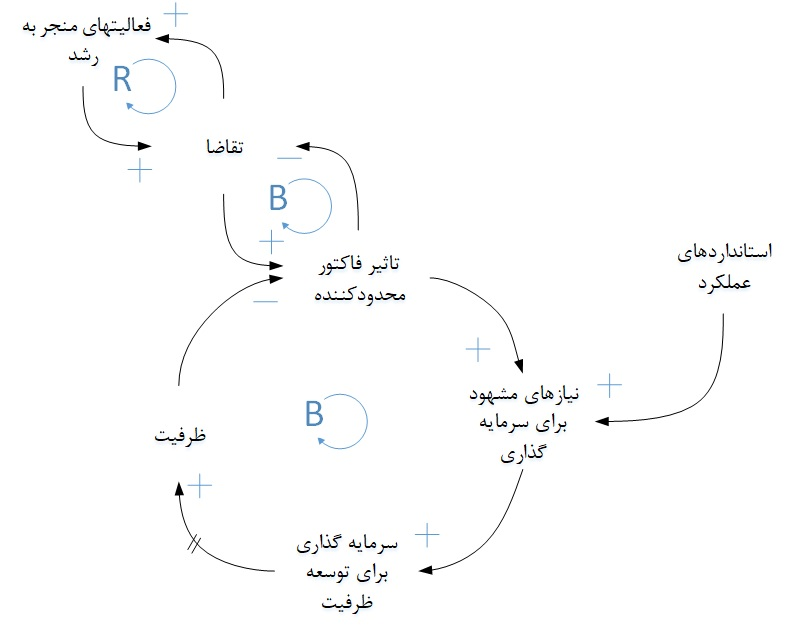
رشد و کمبود سرمایه‌گذاری

این الگو، حالت خاصی از الگوی «محدودیت‌های رشد» است. حلقه اصلی این الگو، حلقه رشد است که با بهبود شاخص‌های مطبوب (مثلاً تقاضا یا تولید) همراه است. اما تداوم حرکت این حلقه، محدودیت‌هایی برای رشد ایجاد می‌کند که حلقه بعدی را تشکیل می‌دهد. حلقه دوم، رشد را کاهش می‌دهد. برای کم کردن تاثیر عوامل محدودکننده و بازگشت به حلقه رشد، لازم است اقداماتی صورت گیرد (مثلاً سرمایه‌گذاری‌های جدیدی انجام شود) که حلقه سوم را تشکیل می‌دهد.